# オーバーンヒルズ (ミシガン州)
オーバーンヒルズ（英: Auburn Hills）は、アメリカ合衆国ミシガン州南東部オークランド郡の都市である。デトロイト都市圏に含まれる。人口は2万4360人（2020年）。

## 歴史
1821年、オーバーンヒルズは、現在のオーバーン道路とスキレル道路の角で、オーバーンの村を含むポンティアック郡区として始まった。クリントン川の岸にあり、ニューヨーク州オーバーン出身で初期開拓者のアーロン・ウェブスターがオーバーンと名付けた。ウェブスターの製材所と製粉所が開拓者を惹き付けた。1826年に街区が設定された後、1860年代まで近くにあるポンティアックと成長を競っていたが、オーバーンの町がその後勢いを無くした。町は1880年にエイミーと改名され、さらに1919年には公式にオーバーンハイツとされた。ポンティアック郡区はポンティアック市と2つの線で接していた。同郡区は1971年にポンティアックハイツとして法人化しようとしたが、州当局に拒否された。ポンティアック郡区は1978年に認証郡区となり、他所に併合される可能性を減らした。1983年、ポンティアック郡区がオーバーンヒルズ市となったときに市が作られ、オーバーンハイツの村を含めた。サギノー湾に近いベイ郡のオーバーン市と混同されることがある。
1908年、自動車のパイオニア、ジョン・ドッジがオーバーンハイツの北西3マイル (5 km) にあった農家を購入し、その田舎の隠棲所として使った。ドッジの総領息子ウィンフレッド・ドッジは、やはりオーバーンハイツの北2.5マイル (4 km) に田舎の隠棲所を立てた不動産業界の大立て者ウェッソン・シーバーンの娘と結婚した。その敷地には狩猟場、犬小屋、水泳プール、厩があり、さらに床面積5,000平方フィート (460 m2) のコロニアル復古調家屋があった。ポンティアック郡区が1976年にこの資産を買収し、建物を政府の用途に適用した。現在はオーバーンヒルズ・シビックセンターと呼ばれている。
最初に「オーバーンヒルズ」という名前を使ったのは、1964年のオークランド・コミュニティカレッジだった。フェザーストーン道路とスキレル道路の角にあるそのキャンパス（元はナイキミサイル基地）に、町の名前と丘の多い地形からその名をつけた。オークランド・コミュニティカレッジ以外にも、オークランド大学、ベイカー・カレッジ、クーリー法学校が、市域内にキャンパスの一部が入っている。

## 地理
アメリカ合衆国国勢調査局に拠れば、市域全面積は16.64平方マイル (43.10 km2)であり、このうち陸地16.60平方マイル (42.99 km2)、水域は0.04平方マイル (0.10 km2)で水域率は0.24%である。

## 人口動態

### 2010年国勢調査
以下は2010年の国勢調査による人口統計データである。
| 基礎データ - 人口: 21,412 人 - 世帯数: 8,844 世帯 - 家族数: 4,923 家族 - 人口密度: 498.0人/km2（1,289.9人/mi2） - 住居数: 9,965 軒 - 住居密度: 231.8軒/km2（600.3軒/mi2） 人種別人口構成 - 白人: 66.3% - アフリカン・アメリカン: 18.5% - ネイティブ・アメリカン: 0.3% - アジア人: 8.9% - その他の人種: 2.7% - 混血: 3.4% - ヒスパニック・ラテン系: 7.8% | 年齢別人口構成 - 18歳未満: 19.4% - 18-24歳: 17.8% - 25-44歳: 31.9% - 45-64歳: 21.6% - 65歳以上: 9.4% - 年齢の中央値: 31歳 - 性比（女性100人あたり男性の人口） - 総人口: 93.8 世帯と家族（対世帯数） - 18歳未満の子供がいる: 27.0% - 結婚・同居している夫婦: 38.8% - 未婚・離婚・死別女性が世帯主: 12.4% - 非家族世帯: 44.3% - 単身世帯: 33.5% - 65歳以上の老人1人暮らし: 7.3% - 平均構成人数 - 世帯: 2.24人 - 家族: 2.90人 |

### 2000年国勢調査
以下は2000年の国勢調査による人口統計データである。
| 基礎データ - 人口: 19,837 人 - 世帯数: 8,064 世帯 - 家族数: 4,604 家族 - 人口密度: 461.1人/km2（1,194.5 人/mi2） - 住居数: 8,822 軒 - 住居密度: 205.1軒/km2（531.2 軒/mi2） 人種別人口構成 - 白人: 75.92% - アフリカン・アメリカン: 13.22% - ネイティブ・アメリカン: 0.32% - アジア人: 6.33% - 太平洋諸島系: 0.04% - その他の人種: 1.56% - 混血: 2.61% - ヒスパニック・ラテン系: 4.50% | 年齢別人口構成 - 18歳未満: 20.4% - 18-24歳: 15.9% - 25-44歳: 38.1% - 45-64歳: 18.2% - 65歳以上: 7.3% - 年齢の中央値: 31歳 - 性比（女性100人あたり男性の人口） - 総人口: 98.3 - 18歳以上: 97.5 世帯と家族（対世帯数） - 18歳未満の子供がいる: 26.7% - 結婚・同居している夫婦: 43.0% - 未婚・離婚・死別女性が世帯主: 10.5% - 非家族世帯: 42.9% - 単身世帯: 33.1% - 65歳以上の老人1人暮らし: 6.0% - 平均構成人数 - 世帯: 2.25人 - 家族: 2.92人 | 収入と家計 - 収入の中央値 - 世帯: 51,376米ドル - 家族: 60,849米ドル - 性別 - 男性: 45,686米ドル - 女性: 34,015米ドル - 人口1人あたり収入: 25,529米ドル - 貧困線以下 - 対人口: 6.3% - 対家族数: 3.9% - 18歳未満: 6.4% - 65歳以上: 4.4% |

## 経済

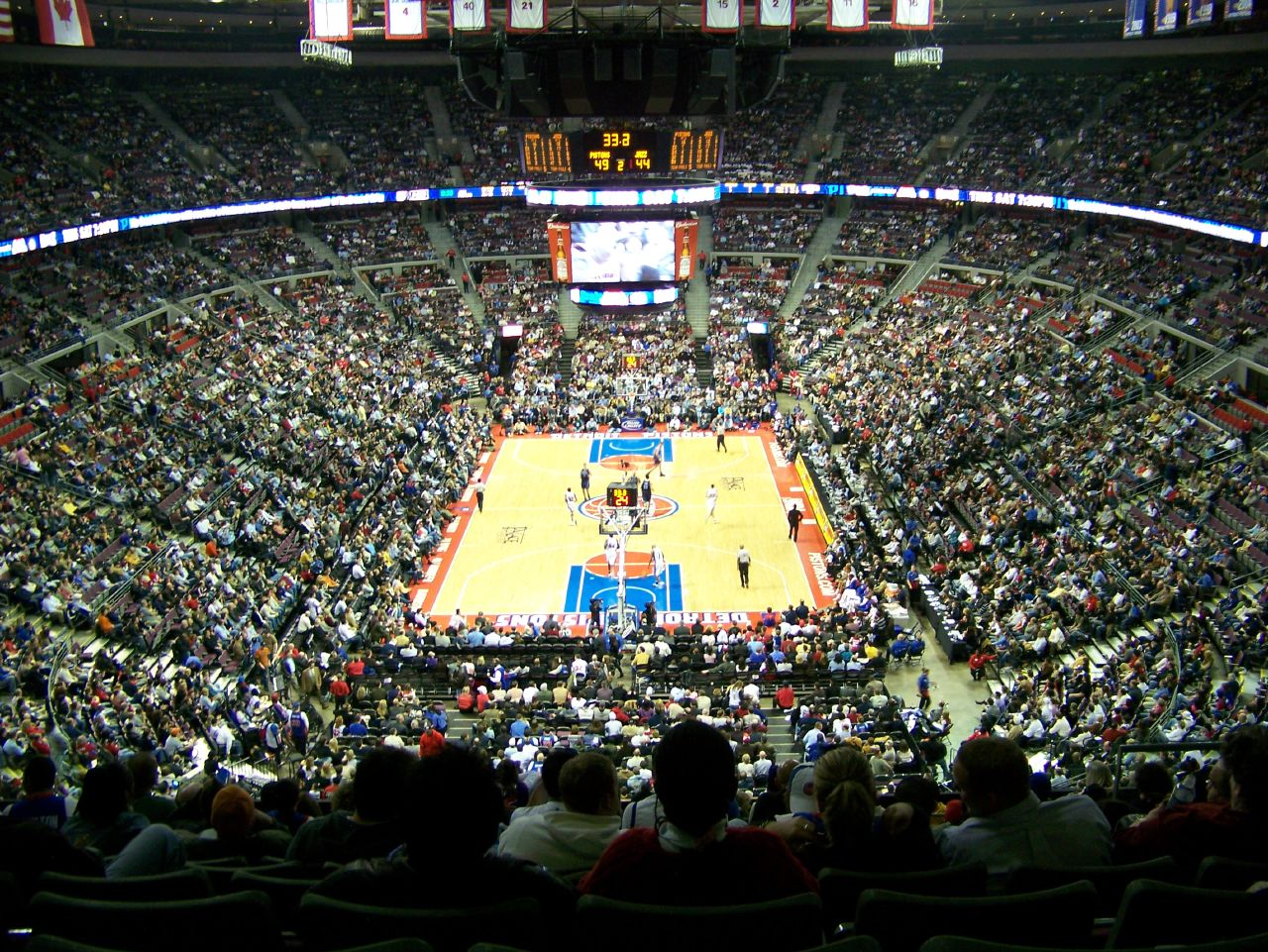
ザ・パレス・オブ・オーバーンヒルズ

オーバーンヒルズはほぼ州間高速道路75号線に沿っており、繁栄する事業社会がある。1980年代初期、オークランド大学が開発業者と組んで研究開発団地を創造した。オークランド工業団地は1985年に市から承認され、コメリカ、エレクトリック・データ・システムズ、クライスラーがここにキャンパスを造った。市内に多くある技術と事務所の建物では、ウィークデイに8万人が働いている。
屋内型アウトレット・ショッピングセンターであるグレートレイクス・クロッシングは1998年にオープンした。
2002年、オーバーン道路とスキレル道路の角が、通りの景観を改良して「ビレッジ・センター」として再開発された。この地区では歩行者に優しい開発が奨励され、現在は単にダウンタウン・オーバーンヒルズと呼ばれている。2013年末、中心街で多くの大型プロジェクトが完成した、その中には4階建て大学院生アパート、233台分の駐車場、ユニバーシティセンターやダウンタウン・エデュケーショナル・ヌークと呼ばれる補助的教室、学生とコミュニティのセンターとして活用される歴史的な新装丸太小屋がある。
市内にはフォーレシアの北アメリカ本社、フォルクスワーゲン/アウディの北アメリカ支社、オークランド大学、ボルグワーナー、ガーディアン・インダストリーズ、RGIS、グレートレイクス・クロッシングがあり、さらに競技場のザ・パレス・オブ・オーバーンヒルズがある。このパレスはNBAに属するデトロイト・ピストンズが本拠地にしており、以前はWNBAのデトロイト・ショックが本拠地にしていた。

## 教育

### 初等中等教育
オーバーンヒルズ市内に関わる教育学区として、アボンデール教育学区、ポンティアック教育学区、ロチェスター・コミュニティ教育学区がある。
ポンティアック教育学区に属するウィル・ロジャーズ小学校は、オーバーンヒルズの北東部にある。
私立学校は以下の通りである。
- オーバーンヒルズ・クリスチャン学校
- ノートルダム・プレパラトリー/マリスト・アカデミー
- オークランド・クリスチャン学校

### 高等教育機関
- オークランド・コミュニティカレッジ、ベイカー・カレッジ、トマス・M・クーリー法学校とオークランド大学の主キャンパスビルが市内にある

## 公園とレクリエーション
市内には幾つかの地域公園があり、その多くは年中開放されている。
- オーバーンヒルズ・スケートパーク

スケートボード、インラインスケートおよびBMXバイクの公園であり、あらゆる年齢とレベルに対応している。施設の利用は無料であり、4月から11月まで午前8時から日没まで開放されている。
- シビックセンター・パーク

多くの自然の道があるハイキングとウォーキングの公園。釣り池やピクニック場もある。芝生広場があり、また竈のある屋根付きピクニック場もある。ソフトボール場、9ホールのディスクゴルフ・コース、テニスコートなどもある。
- クリントン川トレイル

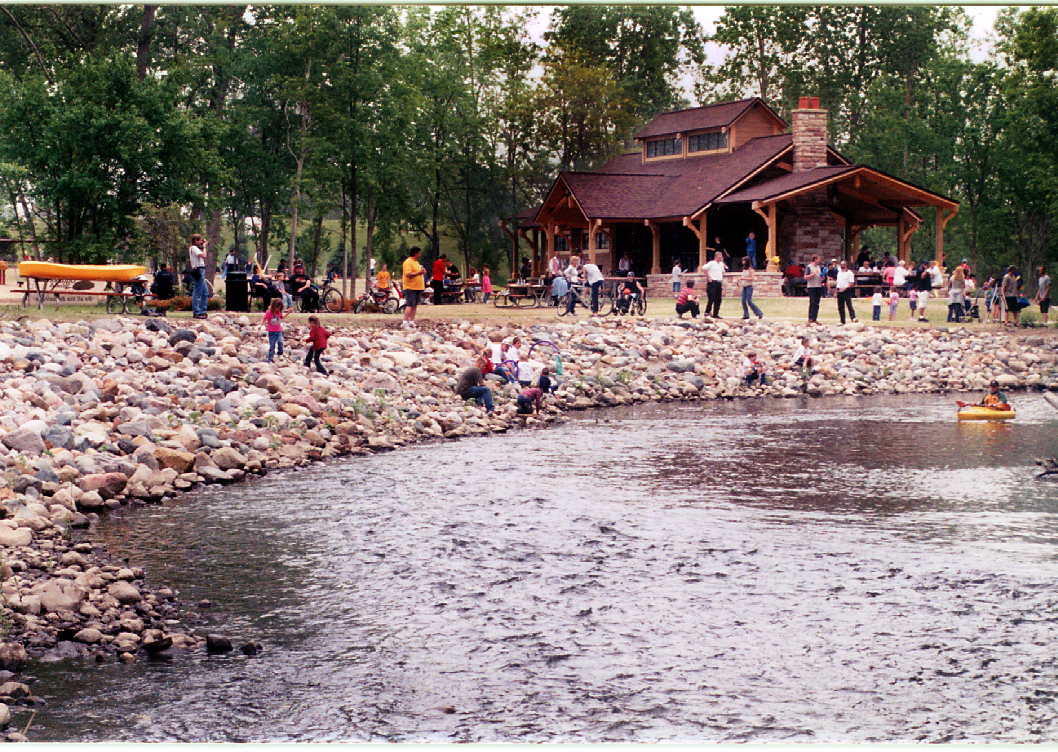
リバーウッズ公園

全長16マイル (26 km) の歩道、オークランド郡の中心を抜けている。ロチェスター、ロチェスターヒルズ、シルバンレイク、オーバーンヒルズ、ポンティアックなど幾つかの都市を通っている。オーバーンヒルズに入る2.1マイル (3.4 km) は、歩行、ジョギング、自転車に最適な微細な砕石に覆われている。
- デニス・ディアリング・ジュニア記念公園

2歳から5歳の幼児のための消防士をテーマにした遊び場があり、子供連れ家族に人気がある。ブランコやピクニック用テーブルがあり、ピクニックや遊技のための開けたスペースがある。
- ホーク・ウッズ自然センター

広さ80エーカー (320,000 m2) の森、草原、湿地であり、手入れされた自然道や板道から行くことができる。一年中利用でき、冬には暖房された洗面室とシャワー設備があり、6室のキャンプ小屋のある2階建てロッジもある。このロッジは年間を通して集会や活動にも利用できる。
- マニトバ公園

ビーチバレーのコートや舗装した遊技場などがあり、広さは2エーカー (8,000 m2) ある。
- リバーサイド公園

オーバーンヒルズ中心街に隣接しクリントン川に沿っている。夏にはカヌーを楽しむことができる。
- リバーウッズ公園

オーバーンヒルズ中心街に近く、屋外屋内のピクニック場、バーベキューのグリル、暖房つき洗面室が年間を通じて使える。舗装された歩道で公園内を歩くことができ、クリントン川に架かる橋もある。バスケットボールコート4面もある。